# Fyns Amts Avis
Fyns Amts Avis er en regionalavis, der dækker det sydfynske og østfynske område, nærmere bestemt kommunerne Svendborg, Langeland, Ærø og Faaborg-Midtfyn.

## Historie
Avisen blev grundlagt 2. februar 1863 af den 27-årige farmaceut Carl August Fich. Avisen hed i begyndelsen Sydfyenske Tidende, skiftede senere navn til Svendborg Avis inden den i 1970 fik det nuværende Fyns Amts Avis – på trods af at avisen i modsætning til konkurrenten i Odense, Fyens Stiftstidende, aldrig har dækket hele det daværende Fyns Amt redaktionelt.
Fyns Amts Avis blev grundlagt af lokalbefolkningen som led i bondefrigørelsen og grundlovskampen sidst i det 19. århundrede. Avisen blev således en vigtig fortaler for den ytringsfrihed, der i datiden ikke var en selvfølgelighed. Avisen var en ihærdig tilhænger af partiet Venstres reformivrige kurs, hvilket gjorde den populær først i oplandet og senere i selve Svendborg. Avisen er i dag uafhængig af partipolitiske interesser, men stadig liberal i sin grundholdning.
I løbet af 1960'erne overtog Fyns Amts Avis dagblade i Faaborg, Nyborg, Rudkøbing og på Ærø, som kort efter gik ind. En heftig bladkrig udspillede sig i 1970'erne, hvor Fyns Amts Avis kæmpede med Fyens Stiftstidende på lokalredaktioner og distriktsblade, men i 1978 blev de to parter enige om en aftale, der gjorde at krigen kunne indstilles – om end de to aviser såvel dengang som i dag begge dækker det sydfynske område. Fyns Amts Avis satte dengang som i dag en ære i at levere kritisk lokaljournalistik, og opfatter sig selv som en vagthund over magthaverne.
Udover hovedredaktionen i Svendborg findes lokalredaktioner i Faaborg, Ringe, Rudkøbing og Ærøskøbing. Avisen driver desuden Ugeavisen Svendborg, Ugeavisen Øboen (Langeland, Strynø og Tåsinge) og Ugeavisen Faaborg. Ugeavisen Odense, der blev grundlagt af Fyns Amts Avis i 1970'erne, ejes i dag sammen med Fyens Stiftstidende.

## Sammen medFyens Stiftstidende
Fra 1996 er Fyns Amts Avis blevet trykt i Fyens Stiftstidendes trykkeri i Odense. Siden år 2000 har Fyns Amts Avis reduceret sin medarbejderskab.
I 2006 etablerede Fyns Amts Avis' og Fyens Stiftstidendes tidligere udgiverselskaber partnerselskabet Fynske Medier, som er et salgs- og servicesamarbejde.
1. marts 2010 overgik avisen til at være morgenavis i tabloidformat, og samtidig indledtes et tættere samarbejde med Fyens Stiftstidende, med fælles redaktioner i Faaborg, Ringe og Svendborg.

## Oplag og læsertal
Avisen udkom ifølge Dansk Oplagskontrol i 17.140 eksemplarer (2. halvår 2006), mens oplagstallet var 12.305 stk. i 2013.
I løbet af årene 2017-2019 er læsertallet faldet fra 30.000 personer til 24.000 personer.